# Ashley Allen
Ashley Allen es una guionista de cómic estadounidense, conocida por su trabajo en los cómics de la superheroína Magik para la editorial Marvel Comics.

## Carrera
En 2023 incursionó en la industria del cómic mainstream estadounidense, después de que en marzo de ese mismo año la editorial DC Comics publicara el título antológico DC's Legion of Bloom, incluyendo una historia corta escrita por Allen. Así mismo escribió otra historia corta para el número antológico New Talent Showcase: The Milestone Initiative, publicado también por DC Comics.
El 25 de octubre de 2023 se publicó su primer trabajo para la editorial Marvel Comics, una historia centrada en el Caballero Luna para el primer número de la serie Marvel Zombies: Black, White & Blood.
El 26 de junio de 2024 se publicó su primer cómic como guionista en solitario, X-Men: Blood Hunt - Magik, un cómic centrado en la superheroína y miembro de los X-Men, Magik, durante los eventos del crossover editorial Blood Hunt, en el que numerosos superhéroes del universo Marvel se ven obligados a enfrentarse a una legión de vampiros. Ese mismo año escribió también una historia corta para el one-shot DC's I Know What You Did Last Crisis, publicado el 2 de octubre por la editorial DC Comics, y que revisita los eventos de las grandes crisis de DC, como lo son Hora Cero: Crisis en el tiempo, Blackest Night, Millenium y Crisis en Tierras infinitas.
Actualmente se desempeña como guionista de la serie regular de Magik, dibujada por Germán Peralta, que comenzó a publicarse en 2025.

## Obras
- DC's Legion of Bloom[10] (DC Comics, antología, marzo de 2023)
- New Talent Showcase: The Milestone Initiative (DC Comics, antología, 6 de junio de 2023)
- Marvel Zombies: Black, White & Blood (Marvel Comics, antología, 25 de octubre de 2023)
- X-Men: Blood Hunt - Magik (Marvel Comics, 26 de junio de 2024)
- DC's I Know What You Did Last Crisis (DC Comics, 2 de octubre de 2024)
- Magik #1-? (Marvel Comics, 2025)